# デスモセラス
デスモセラス（学名：Desmoceras）は、デスモセラス科に属するアンモナイトの属。本属は、動きが速い遊泳肉食動物で、前期白亜紀のアルビアンに生息していた。

## 概要
アンゴラ、南極、オーストラリア、カナダ、コロンビア（ヒロ層）
、エジプト、フランス、ドイツ、イタリア、日本、マダガスカル（マハジャンガ）、メキシコ、モロッコ、ナイジェリア、ペルー、ロシア、イギリス、アメリカ合衆国、ベネズエラの白亜紀の地層から発見された。

## ギャラリー

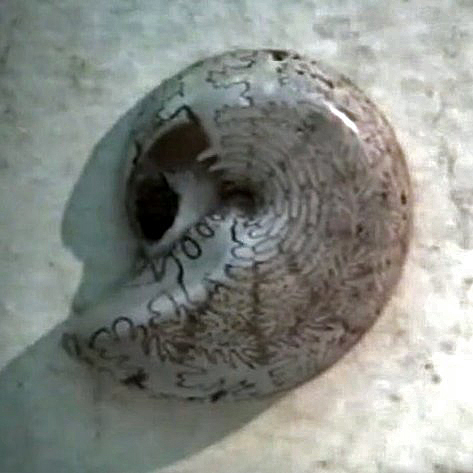
Desmoceras latidorsatum。ザルツブルクの自然の家に展示。
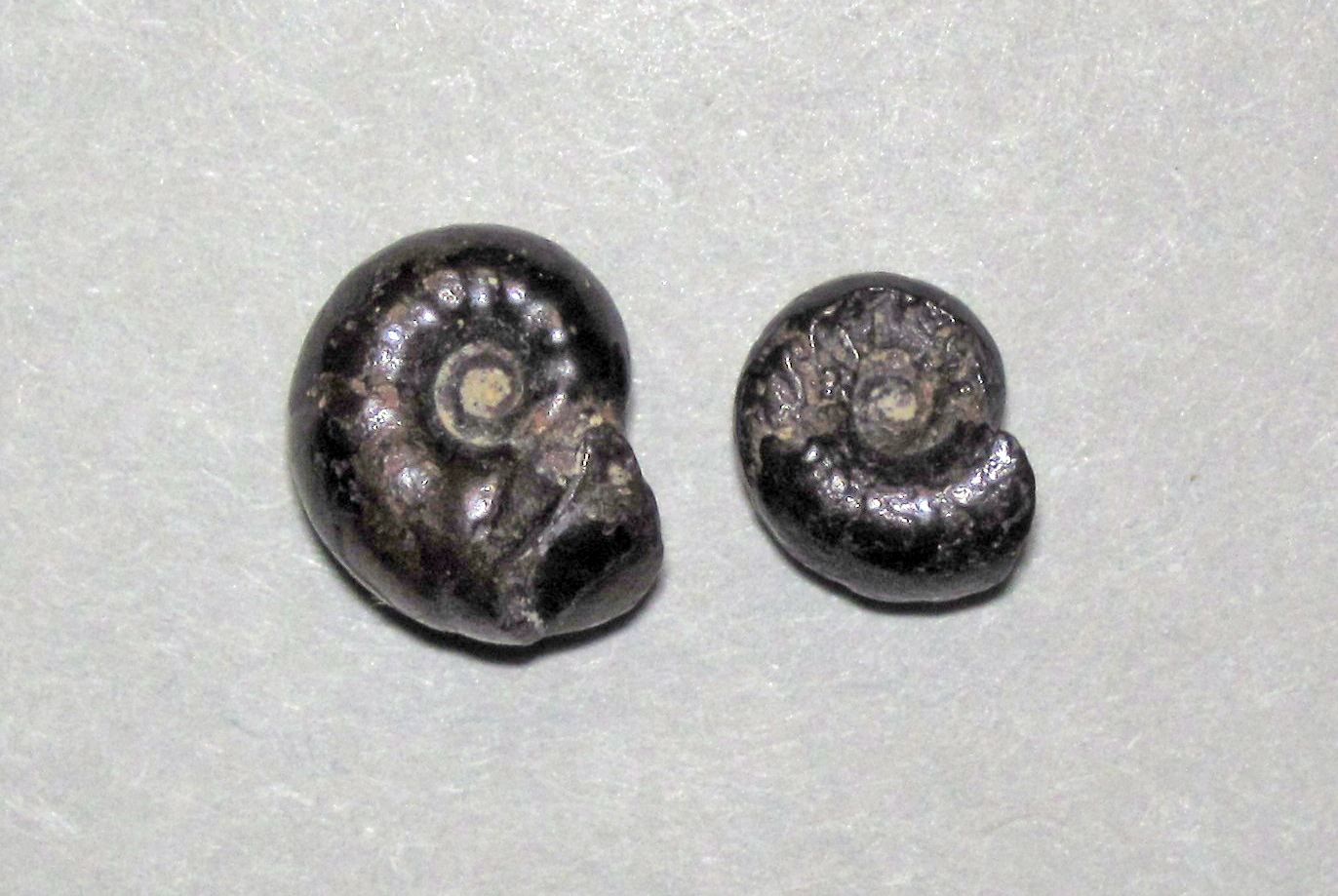
Desmoceras carolense。オーストラリアバサースト島（英語版）産